# Dynamine coenus
Dynamine coenus är en fjärilsart som beskrevs av Fabricius 1793. Dynamine coenus ingår i släktet Dynamine och familjen praktfjärilar. Inga underarter finns listade i Catalogue of Life.

## Bildgalleri

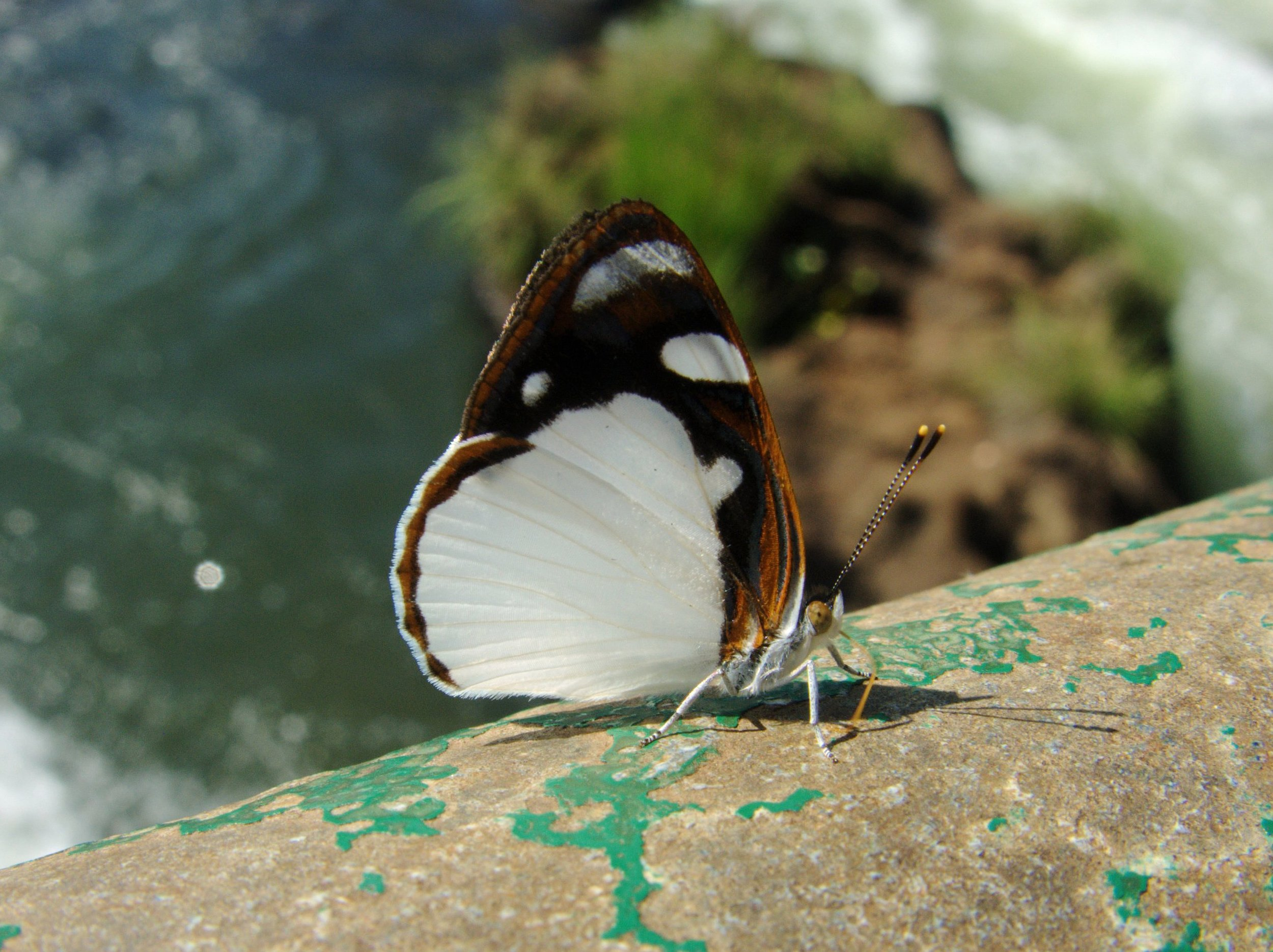